# What Now
What Now is een nummer van de Barbadiaanse zangeres Rihanna, afkomstig van haar zevende studioalbum Unapologetic. Het nummer werd uitgebracht als de vierde (vijfde in de Verenigde Staten) single van dat album op 24 augustus 2013. In enkele landen is ook de remix van R3hab een hit.
| Positie: | 27 | 24 | 34 | 36 | 40 | uit |

| Positie: | 65 | 57 | 58 | 60 | 52 | 62 | 91 | 77 | 85 | 72 | 85 | uit | 92 | 100 | uit |